# Transliteració de l'armeni
Hi ha diversos sistemes de transliteració de l'alfabet armeni. A la literatura sobre lingüística sobre l'armeni clàssic, la transliteració usada comunament és la de Hübschmann-Meillet (1913). Una altra romanització usada sovint és la romanització BGN/PCGN (1981, que usa una cometa dreta simple per expressar les aspirades, t’, ch’, ts’, p’, k’, divergint de la motivació original basada en la dàsia grega.
L'estàndard internacional per a transliteració de l'alfabet armeni modern és ISO 9985 (1996) que com amb la romanització BGN/PCGN usa la cometa dreta única per denotar la major part de les aspirades.
A diversos llocs web armenis han aparegut transliteracions no estàndard per permetre l'entrada de text modern d'armeni occidental o oriental usant únicament caràcters ASCII.

## Sistemes de transliteració

### Hübschmann-Meillet (1913)
A la literatura sobre lingüística sobre l'armeni clàssic, la transliteració usada comunament és la de Hübschmann-Meillet (1913). Usa una combinació de la marca de punt superior U+0307 per expressar les aspirades, ṫ, cḣ, č̇, ṗ, k̇. Alguns documents també van ser publicats usant un diacrític semblant llatí que es diu dàsia U+0314, un apòstrof en forma de coma que es combina a sobre de la lletra i que és més fàcil de distingir visualment a t̔, ch̔, č̔, p̔, k̔.
Tot i així, el suport correcte d'aquestes combinacions amb diacrític ha estat pobre per molt temps en el passat i no era gaire comú en moltes aplicacions i tipus de lletra d'ordinador o sistemes de visualitzacio, de manera que alguns documents s'han publicat usant, com a possibles alternatives, les seves variants amb espaiament com ara una lletra modificadora amb punt a sobre ˙ U+02D9 escrita després de la lletra en comptes de sobre ella, o fent una còpia de l'apòstrof de forma de coma ‛ U+201B escrita després de la lletra en comptes de sobre ella - o a vegades la dàsia grega espaiadora ῾ U+1FFE (sols a versiones impreses per assegurar que serà corbada i que no es mostrarà com un angle diagonal o un símbol igual a un accent, tot i que es mostrarà de forma incorrecta amb lletres llatines en sistemes simples de visualitzacío; malgrat que la dàsia armènia s'origina semànticament de la marca grega, es posiciona de forma diferent sobre la part dreta de lletres armènies en comptes de la part esquerra com a les lletres gregues), o l'accent greu espaiador ˋ U+02CB encara que sigui massa pla, o fins i tot el guió cap enrere ` U+0060, o el guió apòstrof ACII ' U+0027 quan no hi ha confusió possible).
Però el caràcter preferit avui en dia és la lletra modificadora mig anell esquerre ʿ U+02BF (no es fa servir la seva variant combinant sobre la lletra, vegeu a sota), o la lletra modificadora ʽ U+02BD que és la variant espaiadora del diacrític dàsia (històricament també és l'adaptació correcta de l'escriptura llatina de la dàsia grega amb l'avantatge de tenir un suport excel·lent en molts tipus de lletra llatina perquè és també un còpia simple de l'apòstrof-coma, però codificat com U+02BD per forçar la forma corbada de l'apòstrof i prohibir la seva possible forma angulada: la lletra modificadora U+02BD s'inclou amb freqüència a mapes de tipus de lletra per a tipografia fina amb el mateix glif que la còpia de l'apòstrof-coma U+201B, i serà generalment més fàcil de llegir tipofràficament que el massa prim mig anell que massa sovint es visualitza com un superíndex parèntesi esquerra o un superíndex de lletra petita c. U+02BD es fa servir en molts documents en anglès preparats amb tipografia millorada perquè l'ortografia armènia no hauria d'usar mai cap apòstrof d'estil llatí per posar cometes a textos armenis.
No s'han resolt tampoc algunes ambigüitats per treballar amb l'armeni modern vernacular, que té dos dialectes, ambdós usant dues ortografies possibles (a més, l'ortografia moderna es fa servir per a l'armeni clàssic a publicacions modernes).

### BGN/PCGN (1981)
La romanització BGN/PCGN (1981) usa una cometa dreta simple per expressar les aspirades, t’, ch’, ts’, p’, k’, divergint de la motivació original basada en la dàsia.
Aquesta romanització va ser continuada per l'ISO (1996) i es considera obsoleta. Aquest sistema és una transcripció laxa i no és reversible (sense fer una consulta a un diccionari), especialment per a lletres armènies úniques romanitzades a dígrafs (aquestes romanitzacions no reversibles o ambigües es mostren en una cel·la vermella a la taula a sota).
Algunes lletres armènies tenen diverses romanitzacions, depenent del seu context:
- la lletra armènia vocàlica Ե/ե should hauria de romanitzar-se com a ye a l'inici o després de caràcter de vocal Ե/ե, Է/է, Ը/ը, Ի/ի, Ո/ո, ՈՒ/ու i Օ/օ; en tots els altres casos s'hauria de romanitzar com e;
- la lletra vocal armènia Ո/ո s'hauria de romanitzar com a vo a l'inici, excepte en la paraula եո on s'hauria de romanitzar com a ov; en tots els altres casos s'hauria de romanitzar com a o;
- la lletra consonant armènia Վ/վ s'hauria de romanitzar yev a l'inici, aïllada o després dels caràcters vocàlics Ե/ե, Է/է, Ը/ը, Ի/ի, Ո/ո, ՈՒ/ու i Օ/օ; en tots els altres casos s'hauria de romanitzar com a ev.

### ISO 9985 (1996)
ISO 9985 (1996) és l'estàndard internacional per a transliteració de l'alfabet armeni modern. Com amb la romanització BGN/PCGN, la cometa dreta única es fa servir per denotar al major part de les aspirades.
El sistema és reversible perquè evita l'ús de dígrafs i retorna al Hübschmann-Meillet (alguns diacrítics per a vocals, però, també es modifiquen).
La sèrie d'aspirades no es tracta de forma completament consistent a l'ISO 9985; mentre que p’, t’, c’, k’ es romanitzen amb una cometa, չ č no ho fa, i en canvi la seva contrapart aspirada ճ s'anota č̣ amb un punt baix que no apareix en cap altre lloc del sistema. Noteu que en aquest esquema, č (significant չ) entra en col·lisió amb la transliteració Hübschmann-Meillet (on significa ճ).
Es recomana aquest sistema per a l'intercanvi bibliogràfic internacional de text (també és la base de les romanitzacions simplificades que es troben per localitzar la toponímia armènia o per transliterar noms humans), con funciona molt bé amb codificació llatina comuna ISO 8859-2 i a Europa central.

### ALA-LC (1997)
La romanització ALA-LC és en la seva major part compatible amb BGN/PCGN, però per expressar aspirades fa servir la cometa esquerra simple (de fet la lletra modificadora mig anell esquerre ʿ U+02BF, codi US-MARC hexadecimal B0, que també es fa servir per denotar l'ayin a l'àrab, de manera que alguns documents poden contenir o bé el mig anell esquerra que és el preferit, o algunes vegades la cometa enrere ASCII ` U-0060).
L'estàndard canvia l'esquema de transliteració que es fa servir entre l'armeni clàssic/oriental i l'armeni occidental per a les consonants armènies intercanviant els parells b vs. p, g vs. k, d vs. t, dz vs. ts and ch vs. j.
En tots els casos, i per fer aquesta romanització menys ambigua i reversible,
- un signe suau (una rima, el codi US-MARC hexadecimal A7) s'insereix entre dues lletres separades que s'interpretarien en cas contrari com un dígraf (en vermell a la taula inferior); no es posa el símbol de prima entre dígrafs romanitzats zh, kh, ts, dz, gh ich que representen una lletra armènia única;
- únicament a l'ortografia armènia clàssica, la vocal que es representa amb e es representarà amb y en canvi, quan està a la posició inicial a un nom i seguida per una altra vocal; aquesta dificultat ha desaparegut a l'armeni modern amb l'ortografia reformada que va canviar la lletra armènia original en aquest cas;
- únicament a l'ortografia armènia clàssica, la vocal que es representa amb y es representarà amb h en canvi, quan està a l'inici de la paraula o d'un radical d'una paraula composta; aquesta dificultat ha desaparegut a l'armeni modern amb l'ortografia reformada que va canviar la lletra armènia original en aquest cas.

### Mètodes d'entrada únicament amb ASCII
A diversos llocs web armenis han aparegut transliteracions no estàndard per permetre l'entrada de text modern d'armeni occidental o oriental usant únicament caràcters ASCII. No és una transliteració pròpiament dita, però pot ser convenient per a usuaris que no tenen teclats armenis.
Tot i que aquests mètodes d'entrada s'usen comunament, no obeeixen cap estàndard internacional o armeni, així que no es recomanen per a la romanització de l'armeni. Noteu que els mètodes d'entrada reconeixen els dígrafs llatins zh, dz, gh, tw, sh, vo, ch, rr per a l'armeni clàssica i oriental, i zh, dz, tz, gh, vo, ch, rr per a l'armeni occidental, però no ofereixen cap manera d'eliminar l'ambigüitat quan no es poden reconèixer els dígrafs.
Algunes lletres armènies s'entren com a dígrafs llatins, i poden ser seguits amb l'entrada d'una comenta única ASCII (que actua com l'únic modificador de lletra reconegut) però aquesta cometa no sempre té el significat que la lletra armènia que s'intenta reproduir sigui aspirada (això pot ser el revers de l'entrada ch'), també es fa servir com a modificador de vocal. Degut a les ambigüitats, els textos s'han de corregir entrant un caràcter fictici intermedi abans d'entrar la segona lletra llatina o la cometa, després removent el caràcter fictici, de manera que el convertidor automàtic d'entrada mantingui la distinció entre les lletres armènies.

## Taula de transliteració
Algunes lletres armènies tenen sons fonètics molt diferents entre l'armeni clàssic o oriental i l'armeni occidental, de manera que l'ús de les lletres armènies és diferent entre les dues subbranques de la llengua.
Això es fa visible a la taula de sota posant color verd a les transliteracions específiques de l'armeni clàssic o oriental, mentre que les de l'armeni occidental s'acoloreixen amb blau. Altres lletres es transliteren independentment de la branca de la llengua. Les cel·les amb fons vermell, però, contenen transliteracions que śon dependents del context (i poden crear en alguns casos ambigüitats, sols les romanitzacions ISO 9985 i Hübschmann-Meillet no usen dígrafs ambigus dependents del context per a transcriure les lletres armènies simples que no són lligadures, però ISO 9985 és inconsistent en la seva representació de les consonants aspirades i incompatible amb tots els altres sistemes per a les parelles de lletres).
| Escriptura armènia                          | majúscula          | Ա    | Բ    | Գ    | Դ     | Ե     | Զ    | Է    | Ը    | Թ    | Ժ    | Ի    | Լ    | Խ    | Ծ    | Կ    | Հ     | Ձ    | Ղ    | Ճ         | Մ       |
| Escriptura armènia                          | majúscula          | 0531 | 0532 | 0533 | 0534  | 0535  | 0536 | 0537 | 0538 | 0539 | 053A | 053B | 053C | 053D | 053E | 053F | 0540  | 0541 | 0542 | 0543      | 0544    |
| Escriptura armènia                          | minúscula          | ա    | բ    | գ    | դ     | ե     | զ    | է    | ը    | թ    | ժ    | ի    | լ    | խ    | ծ    | կ    | հ     | ձ    | ղ    | ճ         | մ       |
| Escriptura armènia                          | minúscula          | 0561 | 0562 | 0563 | 0564  | 0565  | 0566 | 0567 | 0568 | 0569 | 056A | 057B | 056C | 056D | 056E | 057F | 0570  | 0571 | 0572 | 0573      | 0574    |
| Romanització de l'armeni clàssic o oriental | Entrada ASCII      | a    | b    | g    | d     | e     | z    | e'   | y'   | t'   | zh   | i    | l    | x    | c'   | k    | h     | dz   | gh   | tw        | m       |
| Romanització de l'armeni clàssic o oriental | Hübschmann-Meillet | a    | b    | g    | d     | e     | z    | ê    | ə    | t̔, ṫ | ž    | i    | l    | x    | c    | k    | h     | j    | ł    | č         | m       |
| Romanització de l'armeni clàssic o oriental | ISO 9985           | a    | b    | g    | d     | e     | z    | ē    | ë    | t’   | ž    | i    | l    | x    | ç    | k    | h     | j    | ġ    | č̣         | m       |
| Romanització de l'armeni clàssic o oriental | BGN/PCGN           | a    | b    | g    | d     | e, ye | z    | e    | y    | t’   | zh   | i    | l    | kh   | ts   | k    | h     | dz   | gh   | ch        | m       |
| Romanització de l'armeni clàssic o oriental | ALA-LC             | a    | b    | g    | d     | e, y  | z    | ē    | ě    | tʿ   | zh   | i    | l    | kh   | ts   | k    | h     | dz   | gh   | ch        | m       |
| Romanització de l'armeni occidental         | ALA-LC             | a    | p    | k    | t     | e, y  | z    | ē    | ě    | tʿ   | zh   | i    | l    | kh   | dz   | g    | h     | ts   | gh   | j         | m       |
| Romanització de l'armeni occidental         | Entrada ASCII      | a    | p    | k    | t     | e     | z    | e'   | y    | t'   | zh   | i    | l    | x    | dz   | g    | h     | tz   | gh   | j         | m       |
|                                             |                    |      |      |      |       |       |      |      |      |      |      |      |      |      |      |      |       |      |      |           |         |
| Escriptura armènia                          | majúscula          | Յ    | Ն    | Շ    | Ո     | Չ     | Պ    | Ջ    | Ռ    | Ս    | Վ    | Տ    | Ր    | Ց    | Ւ    | Փ    | Ք     | Օ    | Ֆ    | ՈՒ        |         |
| Escriptura armènia                          | majúscula          | 0545 | 0546 | 0547 | 0548  | 0549  | 054A | 054B | 054C | 054D | 054E | 054F | 0550 | 0551 | 0552 | 0553 | 0554  | 0555 | 0556 | 0548 0552 |         |
| Escriptura armènia                          | minúscula          | յ    | ն    | շ    | ո     | չ     | պ    | ջ    | ռ    | ս    | վ    | տ    | ր    | ց    | ւ    | փ    | ք     | օ    | ֆ    | ու        | և (եւ)  |
| Escriptura armènia                          | minúscula          | 0575 | 0576 | 0577 | 0578  | 0579  | 057A | 057B | 057C | 057D | 057E | 057F | 0580 | 0581 | 0582 | 0583 | 0584  | 0585 | 0586 | 0578 0582 | 0587    |
| Romanització de l'armeni clàssic o oriental | Entrada ASCII      | y    | n    | sh   | vo    | ch    | p    | j    | rr   | s    | v    | t    | r    | c    | w    | p'   | k', q | o    | f    | u         | ev      |
| Romanització de l'armeni clàssic o oriental | Hübschmann-Meillet | y    | n    | š    | o     | č̔, č̇  | p    | ǰ    | r̄    | s    | v    | t    | r    | c̔, ċ | w    | p̔, ṗ | k̔, k̇  | ô    | f    | u         | ev      |
| Romanització de l'armeni clàssic o oriental | ISO 9985           | y    | n    | š    | o     | č     | p    | ǰ    | ṙ    | s    | v    | t    | r    | c’   | w    | p’   | k’    | ò    | f    | ow        | ew      |
| Romanització de l'armeni clàssic o oriental | BGN/PCGN           | y    | n    | sh   | o, vo | ch’   | p    | j    | rr   | s    | v    | t    | r    | ts’  | w    | p’   | k’    | o    | f    | u         | ev, yev |
| Romanització de l'armeni clàssic o oriental | ALA-LC             | y, h | n    | sh   | o     | chʿ   | p    | j    | ṛ    | s    | v    | t    | r    | tsʿ  | w    | pʿ   | kʿ    | ō    | f    | u         | ew, ev  |
| Romanització de l'armeni occidental         | ALA-LC             | y, h | n    | sh   | o     | chʿ   | b    | ch   | ṛ    | s    | v    | d    | r    | tsʿ  | w    | pʿ   | kʿ    | ō    | f    | u         | ew, ev  |
| Romanització de l'armeni occidental         | Entrada ASCII      | h'   | n    | sh   | vo    | ch    | b    | ch'  | rr   | s    | v    | d    | r    | c    | w    | p'   | k', q | o    | f    | u         | ev      |

Noteu que a la taula de dalt, les últimes dues columnes fan referència a dígrafs, no a lletres aïllades (es consideren, però, lletres a l'ortografia reformada). Tot i així l'última columna mostra la lligadura que es fa servir a l'ortografia armènia clàssica sols com un símbol aïllat per a la paraula breu armènia ew (que significa i) i els seus derivats d'una manera semblant al símbol (&) a l'escriptura llatina (a l'ortografia reformada també es fa servir al mig i al final de les paraules en comptes de եվ); 
la mateixa transliteració d'ew (armeni clàssic) o ev (ortografia reformada) s'usarà per a les lletres que aquesta lligadura representa quan s'usen com a dígrafs: solia referir a la consonant w, ara es refereix a la consonant v.
L'escriptura armènia també fa servir altres dígrafs que s'escriuen sovint com a lligadures opcionals, sols en minúscules (cinc d'elles es codifiquen en Unicode únicament per a la compatibilitat total amb codificacions antigues); quan estan presents, aquestes lligadures (que són purament tipogràfiques i no comporten cap distinció semàntica en textos armenis normals) s'han de romanitzar separant les seves lletres components.